# Uclesia melancholica
Uclesia melancholica là một loài ruồi trong họ Tachinidae.